# ラヴォス
ラヴォス（Lavos）は、コンピュータRPG『クロノ・トリガー』に登場する架空の鉱物生命体である。続編『クロノ・クロス』にも大きく関わる。

## ラヴォスと星の歴史
原始（B.C.65,000,000）
クロノたちがこの時代に最初に訪れた時点では、ラヴォスはまだ宇宙から星に接近しつつある状態であり、地上からは赤く光る星として観測されていた。特に恐竜人のリーダーであり高い知能をもつアザーラは、赤い星が落下してくる事や、その影響で氷河期に突入する事を予測している。
そして落下してきたラヴォスは地上に激突。落下地点にあったティラン城を巻き込みながら、凄まじいスピードで地中奥深くに潜って星に寄生した。ラヴォス落下後は、イオカ村住人の話を聞くと早くも氷河期の兆候が現れている様子が窺える。
「ラヴォス」という名は、やがて落ちてくる赤い星の事をアザーラが「炎を纏った大岩」「灼熱の火球」という表現で説明した為、これを聞いたエイラが「ラヴォス」と呼んだ。エイラたちの言葉で「ラ」は「火」、「ヴォス」は「大きい」という意味である。
古代（B.C.12,000）
空は厚い雲海に覆われ吹雪がやむ事のない氷河期が続いていたが、ジール王国の人々は特殊な力が宿った自然の素材を「星の力」と呼び、それらを利用して高度な文明を築いていた。そして3賢者が、原始時代から稀少とされていた「ドリストーン」を原料に、地中奥深くに居るラヴォスからエネルギーを吸い出す装置「魔神器」を作った事により、ラヴォスエネルギーを体内に蓄える事が可能となり、人類に魔法という力をもたらした。またラヴォスエネルギーを用いる事で大地の一部を切り離し、厚い雲と氷に閉ざされた地表から雲より高くまで浮上させた事で、ジール王国は最盛期を迎える事となる。
しかし時の女王ジールはラヴォスエネルギーに触れて正気を失い、ラヴォスをラヴォス神と崇めるようになってしまう。なお、これにより国民達にもラヴォス神という呼称が浸透し、広く使われるようになる。女王は更に強い力を求めて、ラヴォスにより近い深海に海底神殿をつくり「魔神器」を移したが、女王ジールと王女サラの儀式によってラヴォスが目覚めてしまう。この時ラヴォスが海底から放った幾条もの光は世界中に降り注ぎ、凄まじい天変地異を引き起こす。これにより天空のジール王国は完全に崩落し、地上も大津波に襲われ僅かな陸地しか残らなかった。しかしラヴォスが放った光は厚い雲を吹き飛ばし氷に覆われた大地を海に沈めて、氷河期を終わらせる事にもなった。
中世（A.D.600）
ラヴォスの存在は忘れられて人々の記憶から消えている。しかし、女王ジールの息子ジャキがこの時代に飛ばされていて、成長して魔王と名乗っている。魔王は復讐の為にラヴォスを呼び出して倒そうと考えているが、魔族は正確な事を知らされておらず、魔族の力となる偉大な存在を呼び出そうとしていると思っている。
召喚の儀式の最後をクロノ達に邪魔された結果、魔王は魔王城と共に消失し、ラヴォスは再び眠りについた。魔王が仲間になる分岐もある。
現代（A.D.1000）
魔族の村にはラヴォスの存在が伝わっている。ただし伝承では、400年前に魔王が生み出した魔族の神という事になっていて、永い眠りについているラヴォス神として崇められている。
A.D.1999
後に「ラヴォスの日」と呼ばれる日の1時24分に、ラヴォスは完全に目覚めて地表に現れる。ラヴォスは世界中に光の雨を降らせ、これにより人類の文明は崩壊し、星の生態系も完全に破壊された。
未来（A.D.2300）
新たな星に寄生させる為の子供（プチラヴォス）を死の山に産み落としている事が、この時代に飛ばされた理の賢者ガッシュによって「監視者のドーム」で記録されている。また、アリスドームの地下にあるコンピュータルームには「ラヴォスの日」の始終が記録されている。
主人公であるクロノたちは時空を越えた冒険の途中で荒廃した未来（A.D.2300）へ辿り着き、そこでラヴォスによって滅ぼされる星の運命を知る。クロノたちは様々な時代を旅し、最終的にはA.D.1999に出現したラヴォスを打ち倒す。これにより滅びの未来は回避され、星が滅亡する事は無くなった。
しかし、DSリメイク版では倒されたラヴォスの怨念は時の闇と呼ばれる時空の狭間で生き残り、同じく時間の中を彷徨っていたサラを取り込んで彼女の負の思念を糧にし、続編『クロノ・クロス』のラスボスである“時を喰らうもの”の前身とも言うべき夢喰いへと変化していた事が描かれている。

### ラヴォスの生態
『クロノ・トリガー』で語られるラヴォスの生態をまとめると、以下のようになる。
1. 宇宙から飛来し、星へ衝突する。
2. 衝突すると同時に地下深く潜り、星の内部に寄生する。
3. 寄生した星そのものを食らって力を蓄える一方、星のあらゆる生物の遺伝子を絶え間なく集め、自己進化を遂げる（つまり星やそこに住まう生命を糧にする）。これがラヴォスの目的とされている。
4. 力を充分に蓄えると地表に現れ、地表に光の雨を降らせて星を死滅させる。
5. そうして地表を自分のテリトリーにしてから、その星の遺伝子を反映させた子供たちを産み落とす。この子供たちは、やがて新たな星に寄生する為に宇宙へ旅立つ。

後述の『クロノ・クロス』では倒されたラヴォスが時の闇の彼方に存在しており、「様々な歴史の中で無念を抱いていた者たち」を取り込み続け、時を喰らうもの（時喰い）へと進化したことが語られている。

## ラヴォスとの戦闘
ラヴォスを完全に倒すまでに、クロノたちは3つの異なる形態のラヴォスと戦うことになる。
ラヴォス外殻
ラヴォスの本体はラヴォスの殻の中にあるが、殻の内部に侵入するためには、ラヴォスの外殻と戦いこれを倒さなくてはならない。
ラヴォスの外殻は、それまでにクロノたちが戦ってきた数体のボスの攻撃パターンを真似てクロノたちと戦う。これらの「真似ボス」が倒されると、ラヴォスの外殻は真の力を現してクロノたちに挑みかかる。攻撃の中にはラヴォスの日に世界を滅ぼしたのと同様の攻撃「天からふりそそぐものが世界をほろぼす」がある。ラヴォスに戦いを挑むタイミングによってはこの「真似ボス」を経由せず、最初からラヴォス自身と戦う場合もある。
外殻との戦いは、シルバードに乗ってラヴォスに突っ込み、殻を打ち破って内部に侵入するという方法で回避することもできる（ロボの説明によると、シルバードの装甲とラヴォスの外殻の硬さは同じでありシルバードに精神エネルギーを加えることで突破が可能になっているとのこと）。この方法をとった場合はシルバードが大破してしまうため、ラヴォス内部から脱出出来なくなる他、ラヴォス打倒後のエンディングが変わる。
海底神殿では強制的に戦うことになるが、このラヴォスは最強外殻と呼ばれ、外見は変わらないがHPと攻撃力が異常なまでに高い。いわゆる負け戦闘であるが、あくまで異常に強いだけであってシステム的に勝てない設定にされているわけではないので、こちらが十分に強ければここで勝つ事も不可能ではない。海底神殿でのラヴォスを倒すとそのまま回復・休憩ポイントなしで残りの形態とも戦闘でき、全て倒すと開発室エンディングルートになる。
ラヴォス本体
外殻を打ち破り内部に侵入すると、ラヴォスの本体がいる。この時ロボがいると、「この星のあらゆる生き物の遺伝子を内包している」という事が判明する。このラヴォスは人を模したロボットのような機械的な外見で、上半身だけの巨大な姿である。本体を倒すには、通常は先に胴体の回復を行う両腕を倒す必要がある。両腕と本体の三部位に分かれている。
ラヴォスコア
ラヴォス本体を倒すと、外見は宇宙服を着た人間のような姿のラヴォスコアが現れる。この形態を見た仲間のセリフにより、ここでラヴォスがこの星に来た目的が自己進化にあると明かされる事になる。ロボを連れていると「戦力数値が計測不能なほど高い」ことが判明する。
ラヴォスコアは戦闘開始時に、左右それぞれの手から小さな球体を出現させる。一見、中央の人型が本体＝コアのように見えるが、実際は左手から取り出した（画面右側の）球体こそがラヴォスコアであり、ラヴォスコアを取り出した中央の人型はセンタービット、右手から取り出されたラヴォスコアと同型の球体はラヴォスビットである。センタービットやラヴォスビットをいくら攻撃しても倒せない。
画面表示上はコアとビットを合わせて3体の敵として扱われ、3体いずれも「ラヴォスコア」と表記されている。ただしリメイク版では戦闘時のメッセージに注意すれば「ラヴォスコアが～」「センタービットを～」などヒントは与えられるようになっている。
ラヴォスコアは両ビットを何度でも復活させるため、ラヴォスを完全に滅ぼすためにはラヴォスコアを撃破する必要があるが、通常はラヴォスコアは防御を固めておりほとんど攻撃が通じない。ビットを一体でも倒せば再生準備に入り防御を解除するため、その時間が攻撃の要となる。
ラヴォスとの戦闘で敗北するとゲームオーバーではなく、A.D.1,999ラヴォスの日のラヴォス出現と世界滅亡がアリスドームの所長によって観測され、壊滅した星の映像とともに「BUT... THE FUTURE REFUSED TO CHANGE.」（しかし、未来は変えられなかった）と表示されるというバッドエンディングになる。
悠久の時を懸けてすべての遺伝子を集め、力を蓄えたラヴォスだが、悠久の時を駆けて結ばれたクロノたちの絆には及ばず倒された。これで未来は救われたかに思われたが、続編『クロノ・クロス』及びDS版『クロノ・トリガー』ではクロノたちに倒されたラヴォスが時の闇の彼方に存在していることが判明する。

## 夢喰い（ゆめくい）
DS版クロノ・トリガーから追加された隠しボス。時の闇の彼方にてサラを取り込んだラヴォスが変化した存在。「ラヴォス外殻」にサラが乗っている（取り込まれている）見た目をしている。これは続編『クロノ・クロス』のラストボス「時を喰らうもの（時喰い）」の前身と言うべき存在であり、負の感情で構成されたものであるため通常の手段では倒すことができない。その強さはラヴォスコアを凌駕する。

## 『クロノ・クロス』のラヴォス
『クロノ・クロス』ではラヴォスが進化した生命体「時を喰らうもの（時喰い）」が登場する。クロノたちに倒されたラヴォスは時の闇の彼方にてサラを始めに「無念を抱いて倒れて行った者たちの生命」を取り込み続け、「時を喰らうもの」へと進化した。このまま生命を取り込み続ければやがて目覚め、時空を喰らい尽くしてすべての歴史を滅ぼしてしまう（時間が止まってしまう）。つまり、ラヴォスがクロノたちに倒されるという歴史が消えてしまう。またA.D.1,999にクロノたちに倒されるという未来を知った古代のラヴォスは、可能性を切り開くべくA.D.2400の未来から「凍てついた炎」を呼び寄せた。その結果、「時間要塞クロノポリス」も巻き込まれる形で転移してしまう。更にクロノポリスと人間に危機を感じた「星」そのものが並行世界のA.D.2400から「龍人（星に近い進化を遂げたアザーラの子孫たち）」たちが住まう星の塔ディノポリスを呼び寄せた。こうして「未来と未来の並行世界」から呼び出された者たちが交わった世界が『クロス』の舞台である。
この「時を喰らうもの」は負の感情で構成された存在のため物理的な手段では倒すことができず、凍てついた炎（ラヴォスの一部）に接触したセルジュが第七のエレメント「クロノクロス」を使用し、その憎しみと悲しみを晴らす必要がある。クロノクロスを用いらず倒した場合は逃げられてしまい、後日談が描かれないバッドエンドとなる。
この「時を喰らうもの」はまだ眠りについた状態であり、本体は時の闇の彼方にとどまっている。目覚める条件は二つ。一つは、このまま無念を抱いた生命を取り込み続けること。もう一つは、調停者セルジュと同化すること。セルジュが時を喰らうものを解放しなかった場合、やがて同化してしまう運命にある（具体的にどう同化が起こるのかは不明）。その場合、早い段階で歴史が滅ぶことになる。クロノ・クロスでは後者の可能性が高いことが示唆されている。また、本作のラストダンジョンにも巨大なエイのような形態の「時を喰らうもの」が登場するが、こちらはこの次元で活動するために生み出された分身である。本体は時の闇の彼方に巣食っており、こちらがラストボスに当たり、『アルティマニア』によれば「時を喰らうもの（進化体）」と表記されている。見た目はラヴォス第一形態（外殻）をコンパクトにした感じで、ヒロイン・キッドを幼くした容姿のサラが取り込まれている。
サラとマールのペンダントや魔神器やグランドリオンの原料である赤い石「ドリストーン」が、ラヴォスの一部である「凍てついた炎」と同じ種のものであることが判明し、「真の凍てついた炎」は生物の進化（変化）を促すものであるとされている。アルティマニアでの加藤ライターによれば、これは「ラヴォスは人類を誕生（進化）させた母親」として見せたかったことによるものだという。同時に「ドリストーンは、ラヴォスがまだ天空に浮かぶ星だったころから確認されており、当時から珍重されてきた」ともされており、ドリストーンが後に襲来したラヴォスの欠片そのものであったのかどうかは明言されていない。

## コミック『時空冒険 ヌウマモンジャー』のラヴォス
ラヴォスの真下にヌゥとマモがいた時代に通じるゲートがあったため、カエルや魔王と協力した彼らに倒された。ゲームと違い、ラヴォスコア形態は登場せず、第二形態にあたる本体を倒した時点でラヴォスそのものを倒したことになっている。